# بارغانا
بارغانا (قزاقی: Барғана) یک دریاچه در استان پاولودار کشور قزاقستان است.